# 헤라클레스의 자녀들
《헤라클레스의 자녀들》(고대 그리스어: Ἡρακλεῖδαι, Hērakleidai)은 에우리피데스가 쓴 고대 그리스 비극 작품이다.

## 개요
헤라클레스의 조카이자 전우였던 이올라오스는 헤라클레스가 죽은 후 헤라클레스의 어머니인 알크메네와 함께 그의 자녀들을 보호하며 방랑한다. 헤라클레스에게 열두 과업을 부과해 괴롭혔던 에우뤼스테우스가 헤라클레스의 자녀들을 죽이려고 하고 있기 때문이다. 이올라오스 일행은 아테나이에 당도하고, 아테나이 왕 데모폰을 설득해 그의 보호를 얻어낸다. 이에 에우뤼스테우스는 군대를 이끌고 아테나이를 침공하려 한다.
데모폰은 전투가 벌어지기 전 예언자들을 불러 신탁을 듣는데, 고귀한 집안의 처녀를 제물로 바쳐야만 한다는 내용이다. 고민에 빠진 데모폰과 이올라오스 앞에 헤라클레스의 딸 마카리아가 나서 희생자가 되겠다고 자원한다. 마카리아와 다른 가족들을 걱정하며 앉아 있는 이올라오스 앞에 헤라클레스의 장성한 아들 휠로스의 시종이 도착하고, 휠로스가 군대를 이끌고 원군으로 참전했다는 소식을 전한다. 이에 이올라오스 노인은 주위의 만류에도 불구하고 기뻐하며 출전한다.
전장에서 휠로스는 에우뤼스테우스에게 일대일 결투를 제안하지만 에우뤼스테우스는 거절한다. 본격적인 전투가 시작되고, 치열한 싸움 끝에 아테나이 군대가 뮈케나이 군대를 패주시킨다. 이올라오스는 추격하는 휠로스의 전차에 올라타 헤라클레스의 아내이자 여신인 헤베와 제우스에게 기도하고, 헤라클레스와 헤베의 가호를 받아 젊은 날의 혈기를 되찾는다. 이올라오스는 에우뤼스테우스를 생포하는 데 성공하고, 이 소식은 모두 성안에서 대피하고 있던 헤라클레스의 자녀들의 귀로 들어간다. 그들은 제우스와 데모폰의 지원과 도움을 감사하게 생각한다.
한편 분노에 찬 알크메네는 아테나이 인들의 만류에도 포로에 대한 법도를 어기고 에우뤼스테우스를 사형에 처한다. 에우뤼스테우스는 죽기 전 아폴론의 신탁을 전한다. 후일 헤라클레스의 후손들이 군대를 이끌고 아테나이를 침공하면, 아테나이 지하에 묻힌 자신이 도움이 될 것이라는 내용이다.

## 등장 인물
- 이올라오스 - 헤라클레스의 조카 겸 전우
- 에우뤼스테우스 - 헤라클레스에게 12고역을 시킨 뮈케나이 왕
- 코프레우스 - 에우뤼스테우스의 전령
- 코러스 - 마라톤의 노인들
- 데모폰 - 아테나이 왕
- 마카리아 - 헤라클레스의 딸
- 휠로스(헤라클레스의 아들)의 시종
- 알크메네 - 헤라클레스의 어머니
- 사자(使者)

## 참고 문헌
- 에우리피데스, 천병희 역, 『에우리피데스 비극 전집 1』317~364쪽, 도서출판 숲, 2009.